# Joo Ho-young

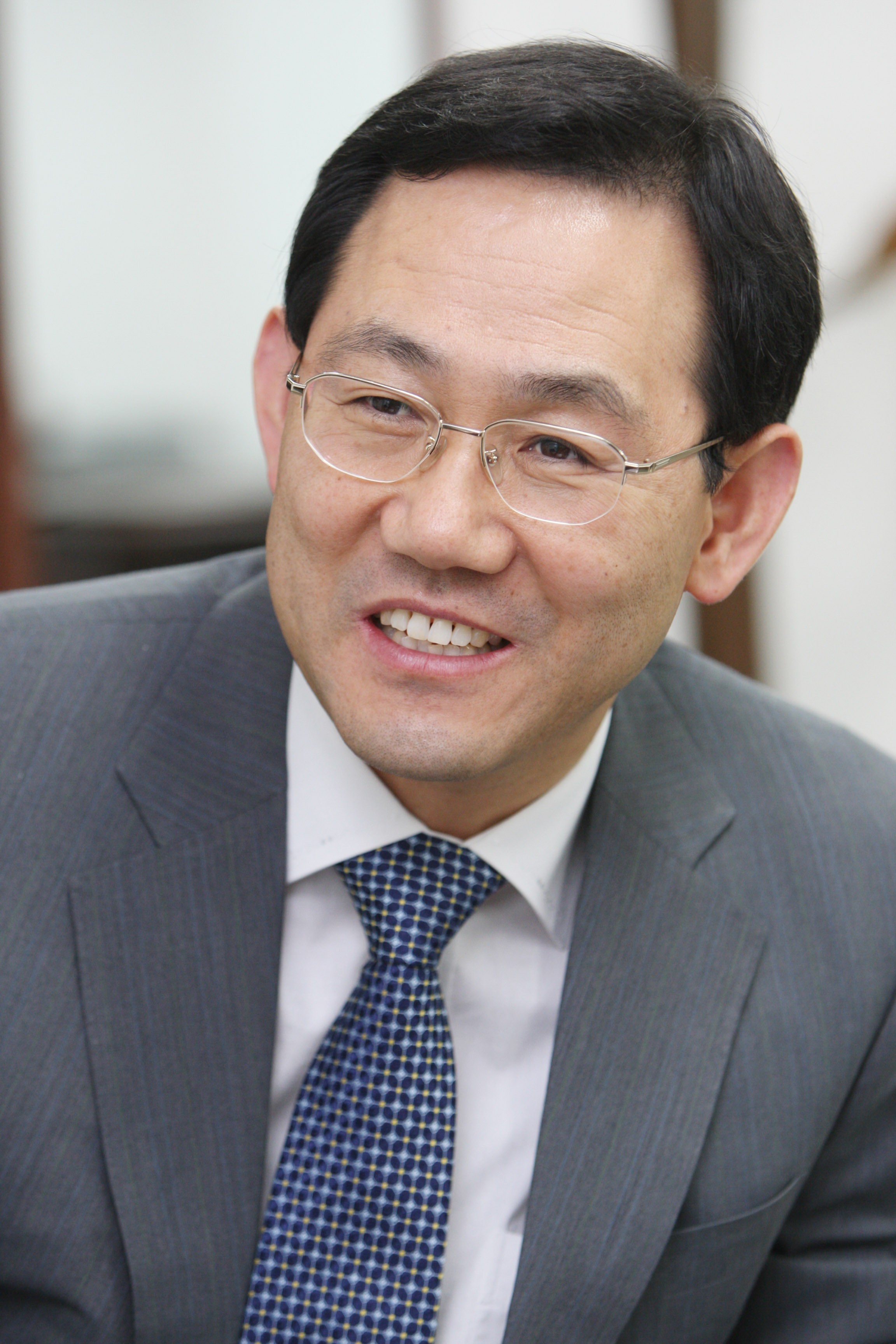
Joo Ho-young im September 2009

Joo Ho-young (* 26. Januar 1961 in Uljin, Gyeongsangbuk-do) ist ein konservativer südkoreanischer Politiker der Mirae-tonghap-Partei, welcher als Abgeordneter der Gukhoe den Sitz A des Bezirkes Suseong der Stadt Daegu vertritt. Bis zur Parlamentswahl in Südkorea 2020 vertrat er den Sitz B des Bezirkes.

## Biographie
Joo studierte Rechtswissenschaften an der Yeungnam University und war danach 19 Jahre als Richter tätig. Im Zuge der Parlamentswahl in Südkorea 2004 zog er zum ersten Mal in das Parlament ein. Unter Präsident Lee Myung-bak wurde er September 2009 zum Minister für besondere Angelegenheiten ernannt. Dieses Amt hatte er bis August 2010 inne.
Im Zuge des Politskandals von Präsidentin Park Geun-hye und Choi Soon-sil verließ er gemeinsam mit Yoo Seong-min und anderen Politikern die damalige Saenuri-Partei und war an der Gründung der Bareun-Partei beteiligt. Wenig später kehrte er in die größte Oppositionspartei des Landes zurück.
Joos Wahlsieg in der Parlamentswahl 2020 gegen den bisherigen Repräsentanten und ehemaligen Innenminister Kim Boo-kyum fand große Beachtung. Joo wird seither nach dem Rücktritt von Hwang Kyo-ahn als möglicher neuer Parteivorsitzender der Mirae-tonghap-Partei gehandelt.
Am 8. Mai wurde er zum neuen Fraktionsführer seiner Partei im Parlament gewählt.